# Nicolas Hasler
Nicolas Hasler (Vaduz, 4 mei 1991) is een Liechtensteins voetballer die als middenvelder speelt voor FC Vaduz en het Liechtensteinse nationale team. Hij is de zoon van Rainer Hasler, eveneens voetballer.

## Carrière

### Vroege carrière
Hasler begon zijn jeugdcarrière bij FC Triesen en stapte in 2003 over naar de jeugdopleiding van FC Balzers. Hij speelde één seizoen bij Balzers, waarna hij nog een seizoen speelde bij USV Eschen/Mauren. 

### FC Vaduz
In 2011 vertrok Hasler naar FC Vaduz. In juni 2017 verliet Hasler Vaduz, een club waar hij de voorgaande zes seizoenen bij speelde, nadat hij er niet in slaagde om met de club tot overeenstemming te komen over een nieuw contract. Hij speelde bijna 150 wedstrijden voor de club.

### MLS
Op 13 juli 2017 tekende Hasler bij Toronto FC in de MLS. In zijn eerste seizoen bij Toronto won hij de MLS Cup en de MLS Supporters Shield en bereikte hij de finale van de CONCACAF Champions League 2018, die Toronto verloor na strafschoppen. Hij speelde 32 wedstrijden voor de club.
Medio 2018 vertrok Hasler naar Chicago Fire, waar hij 14 wedstrijden speelde.
Op 2 april 2019 werd Hasler gecontracteerd door Sporting Kansas City. Hij speelde hier ook één seizoen, maar kwam maar negen keer in actie.

### FC Thun
Hasler sloot zich op 14 januari 2020 aan bij de Zwitserse club FC Thun voor de rest van het seizoen. Hier bleef hij twee seizoenen, waarin hij 80 keer uitkwam en zeven keer scoorde.

### Terug naar FC Vaduz
Op 18 mei 2022 werd aangekondigd dat Hasler terugkeerde naar Vaduz voor een contract van drie jaar.

## Interlandcarrière
Hasler maakte zijn debuut voor het Liechtensteins elftal in een vriendschappelijke wedstrijd tegen IJsland op 11 augustus 2010.  Hij is de huidige aanvoerder van het Liechtensteinse nationale voetbalteam, met meer dan 100 interlands op zijn naam. In zijn tijd bij het nationale elftal won hij vier officiële interlands, waaronder één in de UEFA Nations League tegen San Marino, waarin hij ook scoorde (2-0).

## Statistieken
| Club         | Seizoen      | Competitie       | Competitie | Competitie | Beker | Beker | Internationaal | Internationaal | Overig | Overig | Totaal | Totaal |
| Club         | Seizoen      | Divisie          | Wed.       | Dlp.       | Wed.  | Dlp.  | Wed.           | Dlp.           | Wed.   | Dlp.   | Wed.   | Dlp.   |
| ------------ | ------------ | ---------------- | ---------- | ---------- | ----- | ----- | -------------- | -------------- | ------ | ------ | ------ | ------ |
| FC Vaduz     | 2011/12      | Challenge League | 18         | 1          | 2     | 0     | 2              | 0              | 0      | 0      | 22     | 1      |
| FC Vaduz     | 2012/13      | Challenge League | 21         | 2          | 3     | 0     | 0              | 0              | 0      | 0      | 24     | 2      |
| FC Vaduz     | 2013/14      | Challenge League | 32         | 5          | 3     | 2     | 2              | 0              | 0      | 0      | 37     | 7      |
| FC Vaduz     | 2014/15      | Challenge League | 25         | 1          | 1     | 1     | 1              | 1              | 0      | 0      | 27     | 3      |
| FC Vaduz     | 2015/16      | Challenge League | 9          | 0          | 1     | 1     | 3              | 0              | 0      | 0      | 13     | 1      |
| FC Vaduz     | 2016/17      | Challenge League | 31         | 1          | 1     | 0     | 3              | 0              | 0      | 0      | 35     | 1      |
| FC Vaduz     | Total        | Total            | 136        | 10         | 11    | 4     | 11             | 1              | 0      | 0      | 158    | 15     |
| Toronto FC   | 2017         | MLS              | 12         | 3          | 0     | 0     | 0              | 0              | 2      | 0      | 12     | 3      |
| Toronto FC   | 2018         | MLS              | 14         | 0          | 1     | 0     | 5              | 0              | 0      | 0      | 20     | 0      |
| Toronto FC   | Total        | Total            | 24         | 3          | 1     | 0     | 5              | 0              | 2      | 0      | 32     | 3      |
| Chicago Fire | 2018         | MLS              | 10         | 0          | 1     | 0     | 0              | 0              | 0      | 0      | 11     | 3      |
| Chicago Fire | 2019         | MLS              | 3          | 0          | 0     | 0     | 0              | 0              | 0      | 0      | 3      | 0      |
| Chicago Fire | Total        | Total            | 13         | 0          | 1     | 0     | 0              | 0              | 0      | 0      | 14     | 0      |
| Sporting KC  | 2019         | MLS              | 9          | 0          | 0     | 0     | 0              | 0              | 0      | 0      | 9      | 0      |
| FC Thun      | 2020         | Super League     | 18         | 0          | 0     | 0     | 0              | 0              | 0      | 0      | 18     | 0      |
| Career total | Career total | Career total     | 202        | 13         | 13    | 4     | 16             | 1              | 2      | 0      | 230    | 18     |

## Erelijst
FC Vaduz
- Zwitserse Challenge League (1x): 2013/14
- Liechtensteinse Beker (5x): 2012/13, 2013/14, 2014/15, 2015/16, 2016/17

 Toronto FC
- MLS Cup (1x): 2017
- Supporters' Shield (1x): 2017
- Canadian Championship (1x): 2018

Individueel
- Liechtensteins voetballer van het jaar (3x): 2015, 2017, 2018
- Liechtensteiner Jonge Speler van het Jaar (2x): 2011, 2012